# Capitol Music Group
La Capitol Music Group è un gruppo di etichette appartenente alla Universal Music Group. Fondata nel 2007 dalla EMI, è passata alla Universal insieme a tutte le sue sottoetichette nel 2012.
Tra gli artisti che ha prodotto vi sono LeToya Luckett, Royal Bliss, Mack 10, Faith Evans, Fat Joe, Katy Perry, Barbara Pravi, Paul McCartney, Duncan Laurence, Calum Scott, Rucka Rucka Ali. 

## Etichette sussidiarie
- 10 Records
- 2101 Records
- Angel Records
- Astralwerks
- Apple Records
- Block Entertainment
- Blue Note Records
- Capitol Records
- Caroline Distribution
- Capitol Christian Music Group
- Circa Records
- Get Money Gang Entertainment
- G-Unit Records
- Harvest Records
- Konspiracy Theory Music
- Manhattan Records
- mau5trap
- Metamorphosis Music
- Motown Records
- Pinegrove Records
- Priority Records
- Siren Records
- The RMG Music Group a unit of Twenty-Two Recordings
- The Trak Kartel Records
- Twenty Two Recordings
- VC Recordings
- Virgin Records